# ウォルグリーン・ブーツ・アライアンス
ウォルグリーン・ブーツ・アライアンス (英: Walgreens Boots Alliance, Inc.) は、アメリカ合衆国イリノイ州ディアフィールド（Deerfield）に本社を置き、ドラッグストアの運営を中心に、健康サービス事業を展開する持株会社。2014年12月、ディアフィールドに本社を置くウォルグリーン・カンパニー（Walgreen Company）と、スイス・ベルンに本社を置くアライアンス・ブーツ（Alliance Boots GmbH）の経営統合により設立された。NASDAQ上場企業（NASDAQ: WBA）。

## 沿革
アライアンス・ブーツは2006年7月、ベルンに本社を置くアライアンス・ユニケム（Alliance UniChem、2009年にアライアンス・ヘルスケアに改称）と、イギリス・ノッティンガムに本社を置くブーツの経営統合により設立された企業であったが、2012年6月、ウォルグリーンは、アライアンス・ブーツの株式の45％を買収し、両社の合併を2段階で行うことを発表した。2014年8月、ウォルグリーンはアライアンス・ブーツの残りの全ての株式の買収を発表し、同年12月に買収を完了、ウォルグリーン、アライアンス・ヘルスケア、ブーツはそれぞれ、新たに設立された持株会社「ウォルグリーン・ブーツ・アライアンス」の子会社となり、米国と欧州を中心に、世界25カ国以上で、10万以上のドラッグストアを展開し300以上の医薬品流通センターを持つ、国際的企業となった。また、2018年にはダウ平均株価最古の銘柄であったゼネラル・エレクトリックと入れ替わり構成銘柄となったが、2024年2月26日にアマゾン・ドット・コムと入れ替わりに構成銘柄から外れた。2025年3月、プライベートエクイティファンドの米シカモア・パートナーズが約100億ドル（約1兆4800億円）で買収することで合意したと発表した。